# Bolhas azuis

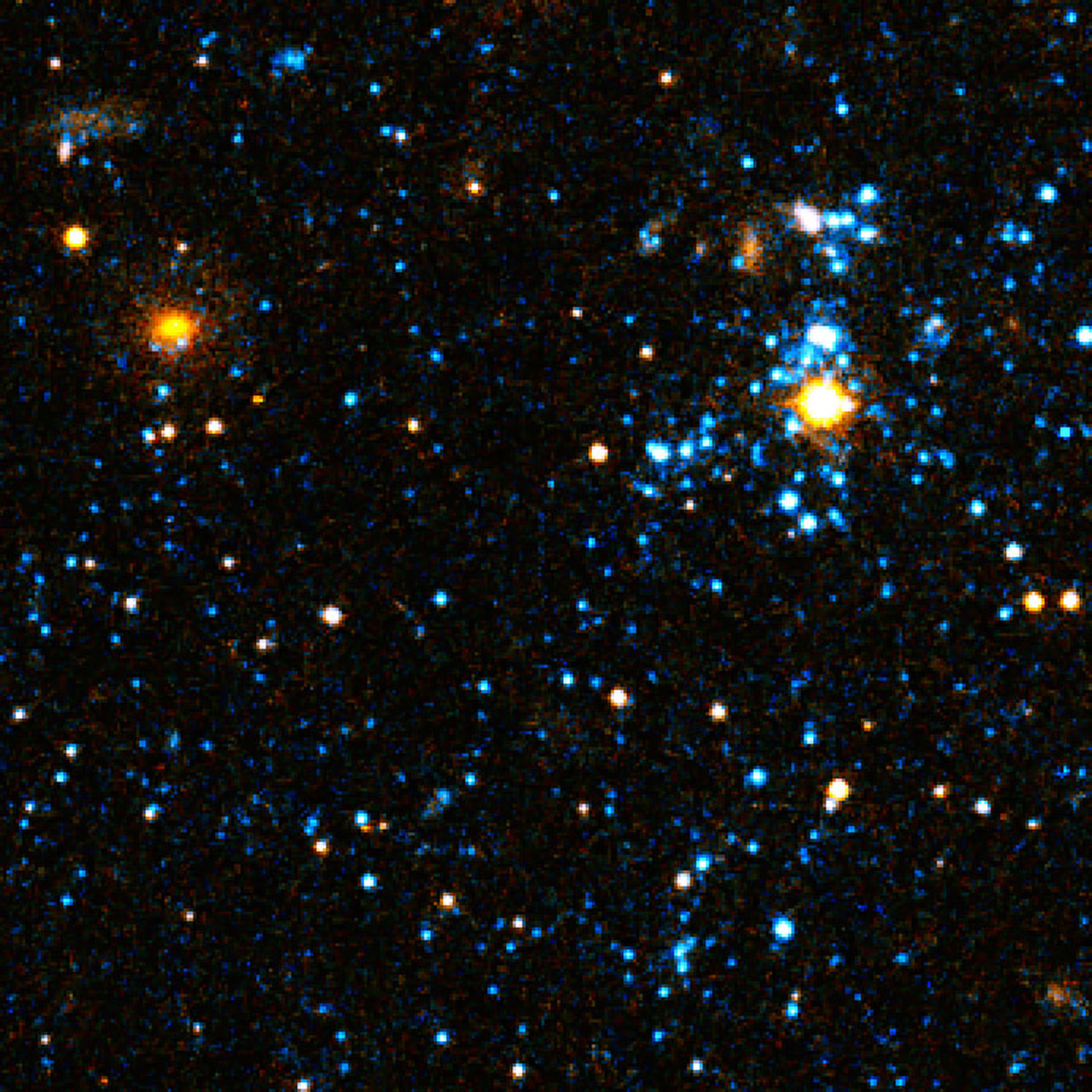
Bolhas azuis

Bolhas azuis (em inglês blue blobs) são aglomerados de estrelas fora das galáxias que são formados por quase-colisões de gases e turbulências subsequentes. Em Janeiro de 2008, o Telescópio Espacial Hubble detectou esses aglomerados, entre três galáxias, a galáxia charuto (M82), galáxia elíptica anã (NGC3077) e uma espiral (M81). Elas estão a 12 milhões de anos-luz de distância da Via Láctea.
São compostas de estrelas jovens de 30 milhões de anos e estrelas mais velhas de até 200 milhões de anos. Existem modelos que prevêem que as três galáxias estiveram bem próximas uma das outras em uma quase-colisão há 200 milhões de anos, o que provavelmente causou um surto na formação estelar da região. Imagens do Hubble também mostram estrelas com mais de um bilhão de anos e que possivelmente fazia parte das galáxias mas foram jogadas para o meio intergaláctico durante uma quase-colisão.